# قطعنامه ۱۹۹۰ شورای امنیت
قطعنامه ۱۹۹۰ شورای امنیت سازمان ملل متحد که در تاریخ ۲۷ ژوئن ۲۰۱۱ تصویب شد، سندی بین‌المللی دربارهٔ بررسی وضعیت سودان است. این قطعنامه طی نشست ۶۵۶۷ام با ۱۵ رای موافق، ۰ مخالف و ۰ ممتنع تصویب شد.